# 踩奶

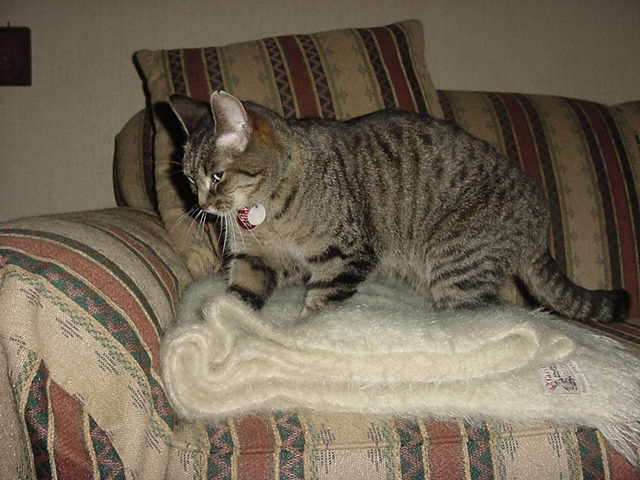
一只在毛毯上踩奶的猫。

踩奶

踩奶（英語：kneading, milk treading）是猫的一种生物学行为，其表现为在柔软的物体上左右前爪缓慢的交替踩动。猫通常在放松的状态下踩奶。有多种理论尝试解释踩奶行为，如继承自其祖先通过踩压草或叶子来筑巢的行为也有理论认为踩奶行为是猫与主人沟通的一种方式，表达其对主人的喜爱和依赖。